# Iván Villar Martínez
Iván Villar Martínez (nascut el 9 de juliol de 1997) és un futbolista professional gallec que juga com a porter pel RC Celta de Vigo.

## Carrera de club
Villar va néixer a Aldán, Pontevedra, Galícia, i va formar-se al planter del RC Celta de Vigo, on va arribar el 2008, provinent del Rápido Bahía CF. El 13 d'octubre de 2013, va fer el seu debut com a sènior amb el filial a l'edat de tot just 16 anys, com a titular en una victòria per 1–0 a casa contra la Cultural y Deportiva Leonesa en partit de Segona Divisió B.
El 4 de setembre de 2014, Villar va ampliar el seu contracte fins al 2019, però només va jugar regularment amb l'equip B durant la temporada 2015–16. El 14 de maig de 2017, va fer el seu debut amb el primer-equip – i a La Liga –, com a titular en una derrota per 3–1 a fora contra el Deportivo Alavés.
El juliol de 2017, Villar fou promogut definitivament al primer equip després de rebutjar per jugar amb el segon equip. El següent 25 gener, va ampliar el seu contracte fins al 2023 i fou immediatament cedit al Llevant UE per sis mesos.
A l'inici de la temporada 2020–21, Villar fou titular amb l'entrenador Óscar García, a banda de ser l'únic porter del primer equip en forma. L'11 d'agost de 2021, fou cedit al CD Leganés de segona divisió, per un any.
Villar va començar la temporada 2022–23 com a substitut d'Agustín Marchesín, nouvingut del FC Porto. No obstant això, després que l'argentí es va lesionar greument al febrer, va esdevenir titular.